# El Refugio, Sayula de Alemán
El Refugio är en ort i Mexiko.   Den ligger i kommunen Sayula de Alemán och delstaten Veracruz, i den sydöstra delen av landet, 500 km öster om huvudstaden Mexico City. El Refugio ligger 58 meter över havet och antalet invånare är 235.
Terrängen runt El Refugio är platt, och sluttar österut. Runt El Refugio är det glesbefolkat, med 10 invånare per kvadratkilometer. Närmaste större samhälle är Aguilera, 16,9 km norr om El Refugio. Trakten runt El Refugio består till största delen av jordbruksmark.